# ترانا
ترانا هي كومونا في مدينة تورينو الحضرية في منطقة بيدمونت بشمال إيطاليا ، و تقع على بعد حوالي 25 كيلومتر (16 ميل) غرب تورينو .